# Torbjørn Søgaard
Torbjørn Søgaard (24 giugno 1973) è un ex sciatore alpino norvegese.

## Biografia
Søgaard, originario di Voss, debuttò in campo internazionale in occasione dei Mondiali juniores di Geilo/Hemsedal 1991 e l'anno dopo, nella rassegna iridata giovanile di Maribor 1992, vinse la medaglia di bronzo nello slalom gigante. Prese per l'ultima volta il via in Coppa Europa l'8 febbraio 1995 a Leas Arcs nella medesima specialità, senza completare la prova, mentre in Coppa del Mondo ottenne l'unico piazzamento il 10 marzo dello stesso anno a Kvitfjell in supergigante (55º); si ritirò all'inizio della stagione 1996-1997 e la sua ultima gara fu uno slalom gigante FIS disputato il 14 dicembre a Valdres. Non prese parte a rassegne olimpiche o iridate.

## Palmarès

### Mondiali juniores
- 1 medaglia:
  - 1 bronzo (slalom gigante a Maribor 1992)